# توکل‌آباد (لادیز)
توکل‌آباد روستایی در دهستان لادیز بخش لادیز شهرستان میرجاوه استان سیستان و بلوچستان ایران است.

## جمعیت
بر پایه سرشماری عمومی نفوس و مسکن در سال ۱۳۹۵ جمعیت این مکان ۱۷ نفر (۷خانوار) بوده‌است.